# St-Pierre-St-Eutrope (Angerville)

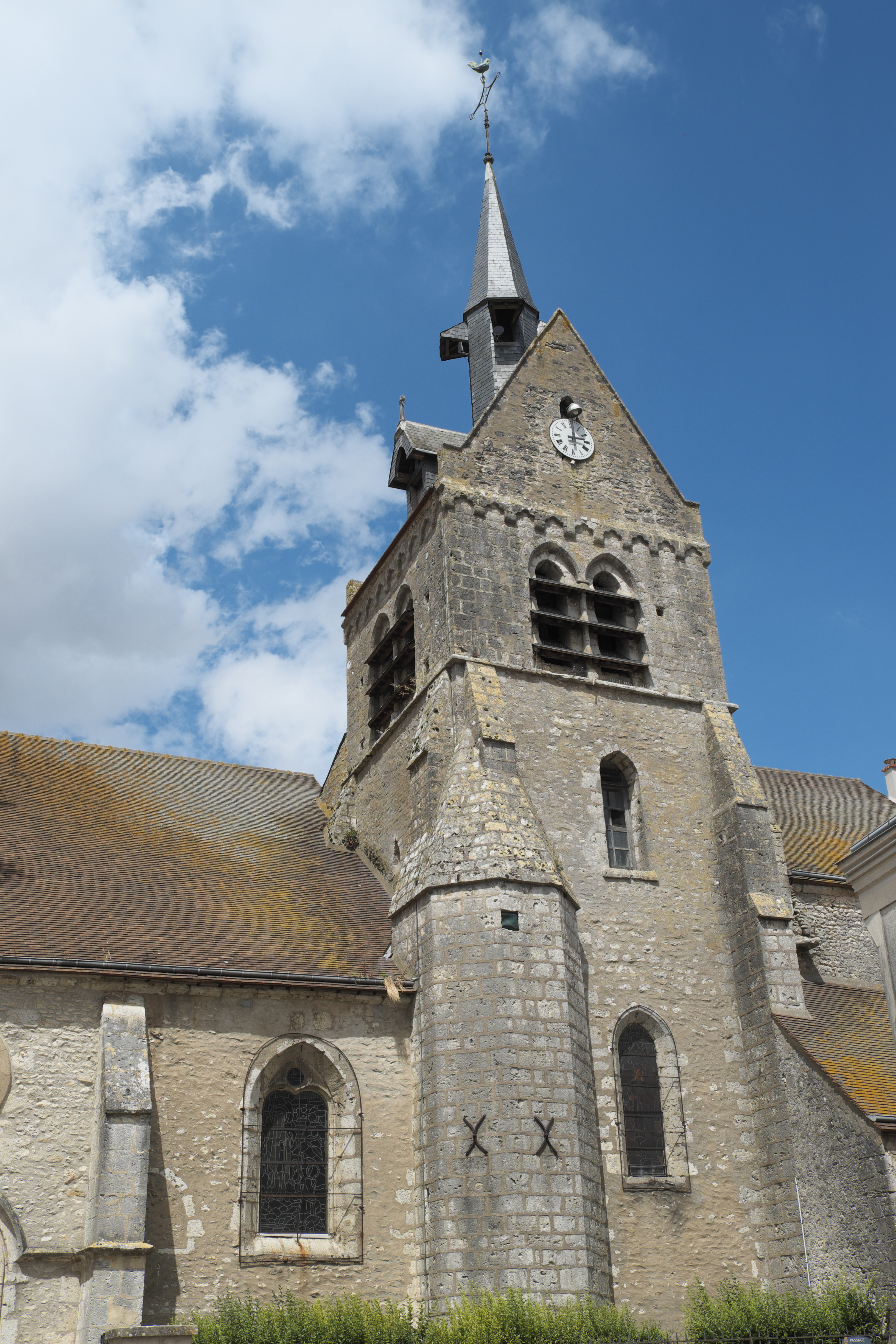
Pfarrkirche Saint-Pierre-Saint-Eutrope

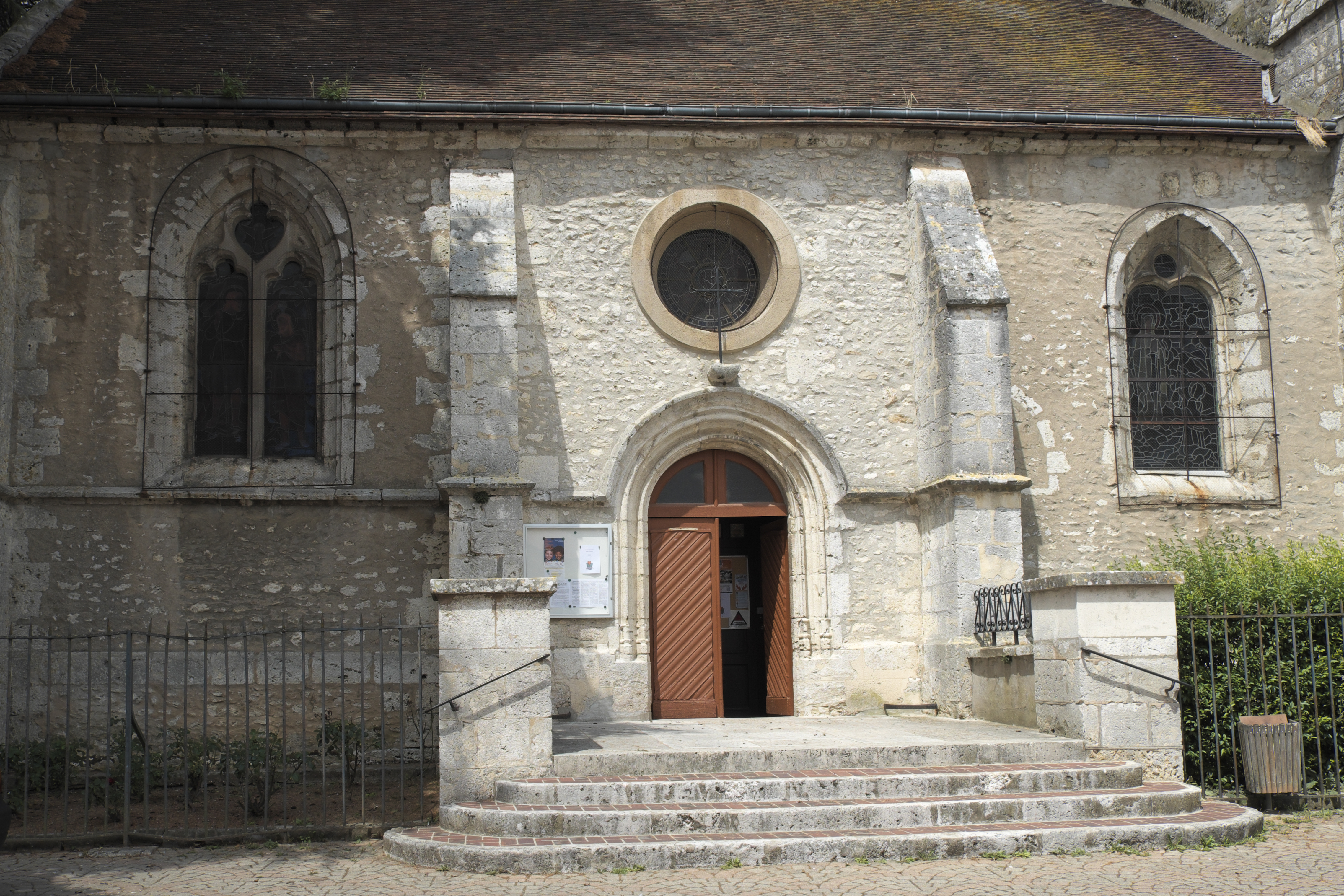
Portal

Die katholische Pfarrkirche Saint-Pierre-Saint-Eutrope in Angerville, einer Gemeinde im Département Essonne in der französischen Region Île-de-France, wurde im 12. Jahrhundert errichtet und zwischen dem 14. und 16. Jahrhundert mehrfach umgebaut. Die Kirche ist dem Apostel Petrus und dem heiligen Eutropius von Saintes geweiht. Ein Teil der Ausstattung wurde als Monument historique  in die Base Palissy, die Liste der beweglichen Kulturgüter in Frankreich, aufgenommen.

## Architektur

### Außenbau
Der quadratische Glockenturm stammt noch aus dem 12. Jahrhundert. Er wird von einem Satteldach gedeckt, auf dem ein kleiner Spitzturm aufsitzt. An seiner Südseite ist ein polygonaler Treppenturm angebaut. Das Obergeschoss des Turmes wird auf allen vier Seiten von leicht zugespitzten Klangarkaden durchbrochen. 
Weit ausladende Strebepfeiler stützen die Außenwände der Seitenschiffe. Das ursprüngliche Portal an der Westfassade wird von einem Korbbogen überfangen. Bei der Renovierung wurden an den Seiten des Portals Überreste romanischer Säulen eingebaut. Ende des 15. Jahrhunderts schuf man an der Südseite ein neues, leichter zugängliches Portal. Über beiden Portalen öffnen sich Rundfenster.

### Innenraum

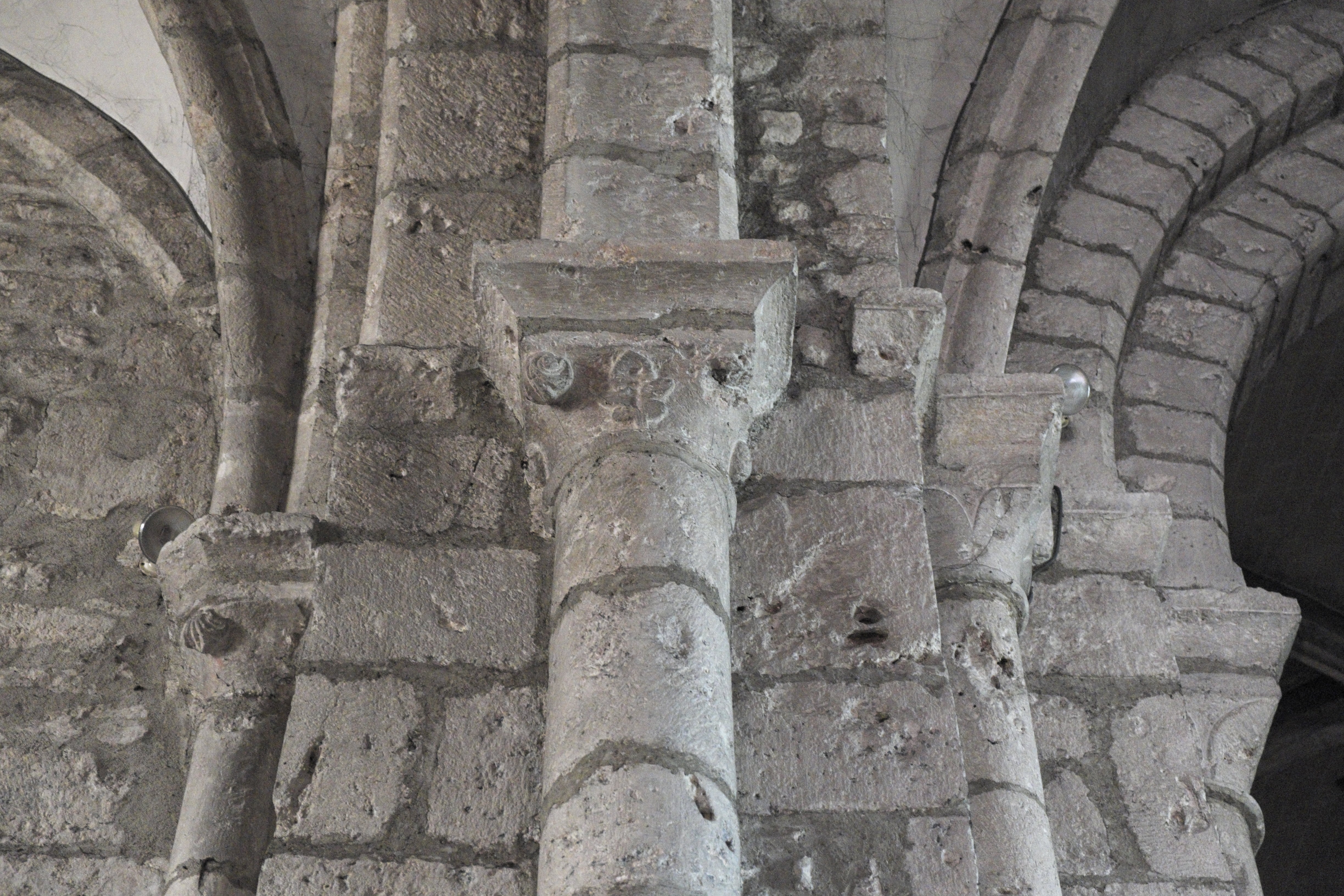
Kapitelle

Das dreischiffige Langhaus ist in vier Joche gegliedert. Das nördliche Seitenschiff wird von einem Kreuzgratgewölbe gedeckt, Hauptschiff und südliches Seitenschiff besitzen Kreuzrippengewölbe. Auf einem Schlussstein ist die Jahreszahl 1521 eingemeißelt. Die Mittelschiffarkaden werden von kräftigen Pfeilern mit eingestellten Säulen getragen, die mit Blatt- und Knollenkapitellen verziert sind. Der Chor, der noch romanische Elemente aufweist, ist gerade geschlossen, seine Stirnwand wird von einem dreibahnigen Lanzettfenster durchbrochen. 

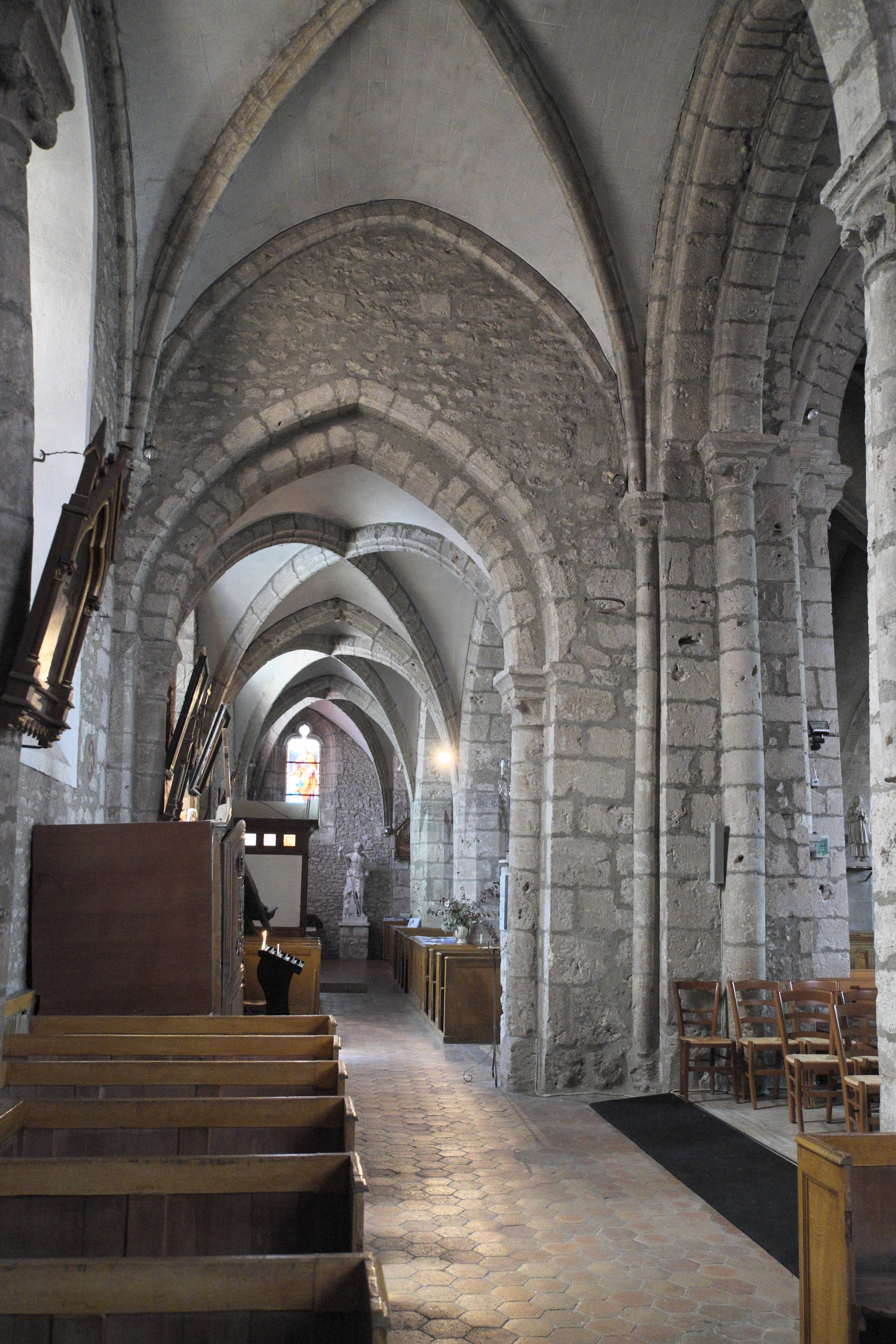
Innenraum
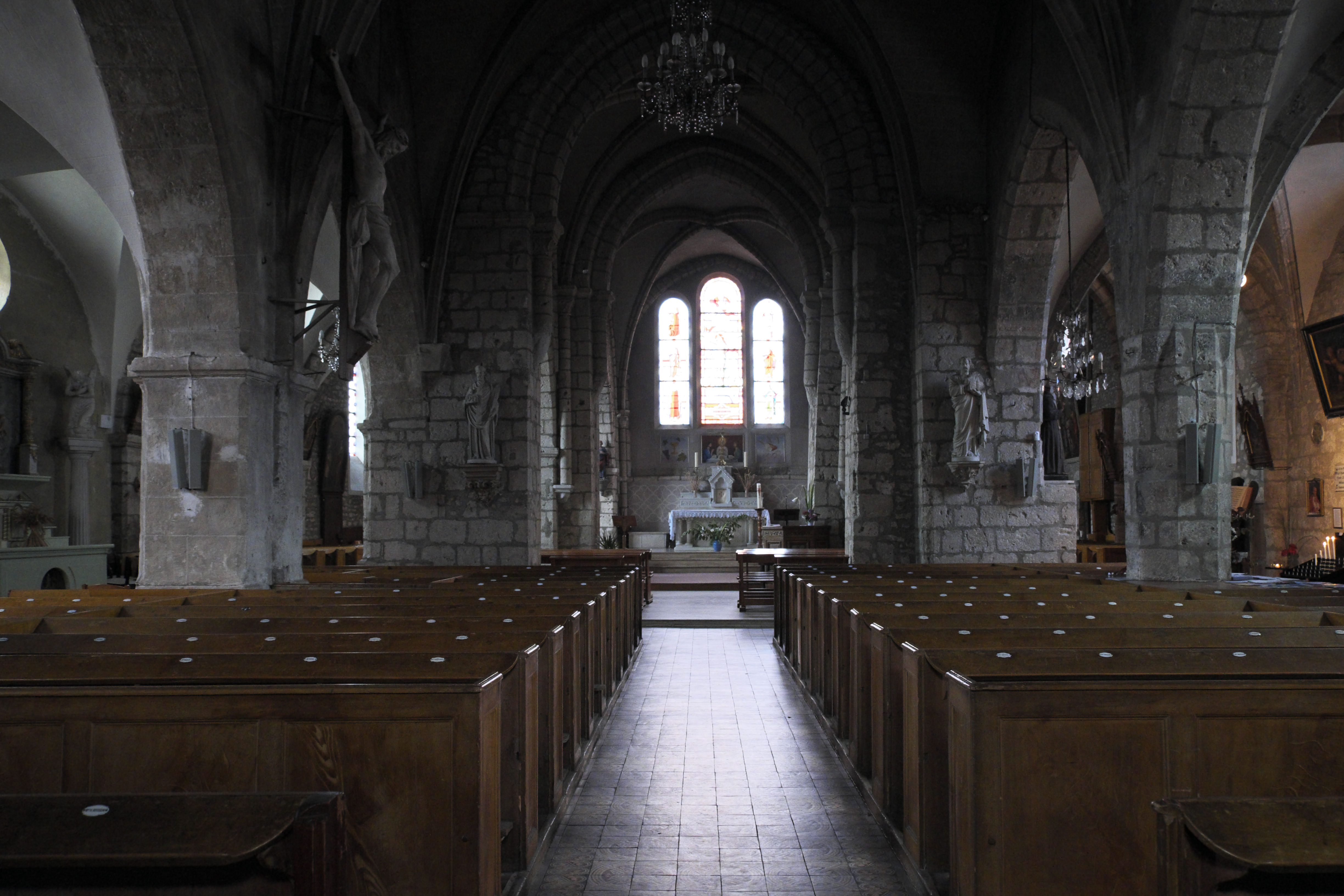
Innenraum
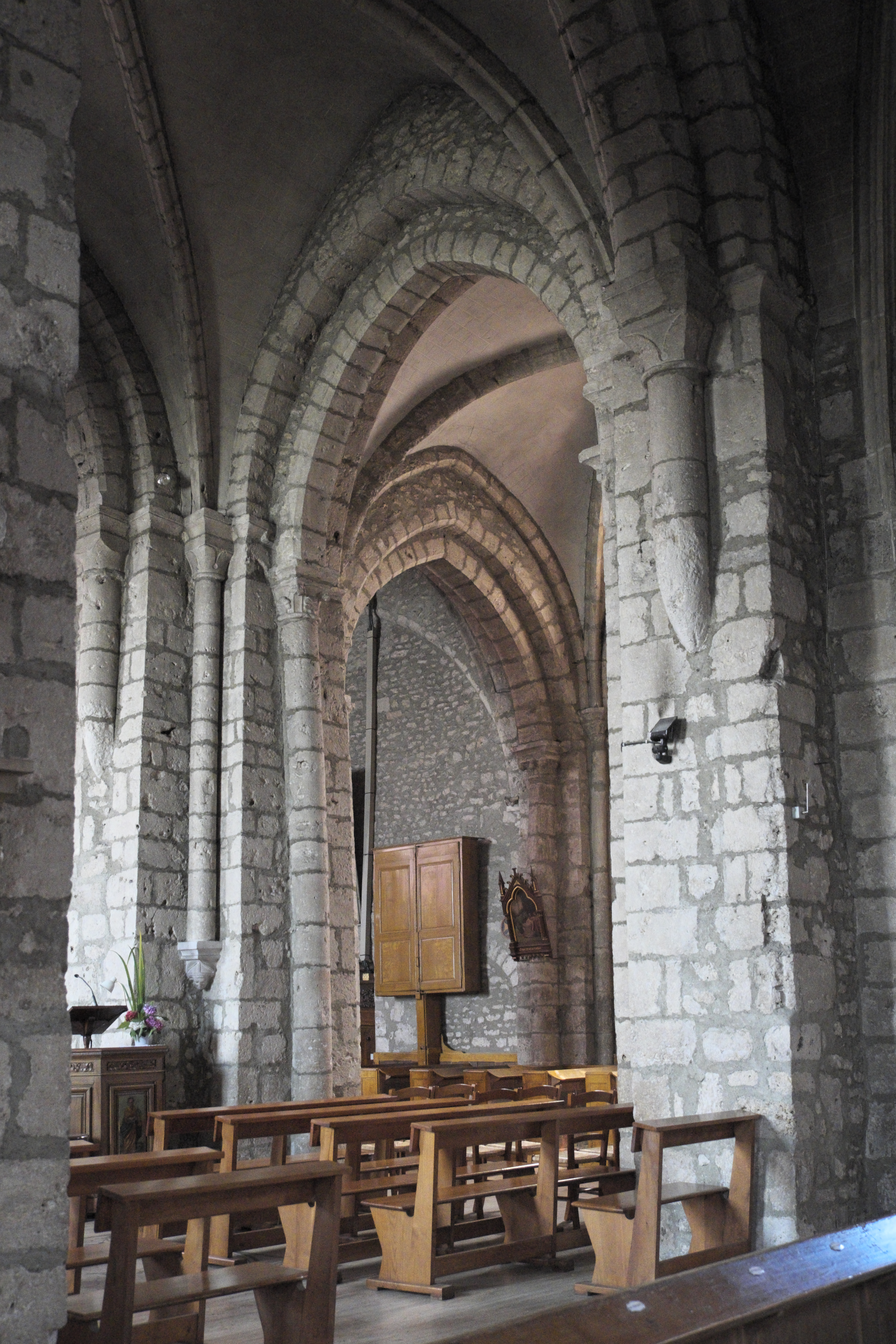
Innenraum

## Bleiglasfenster

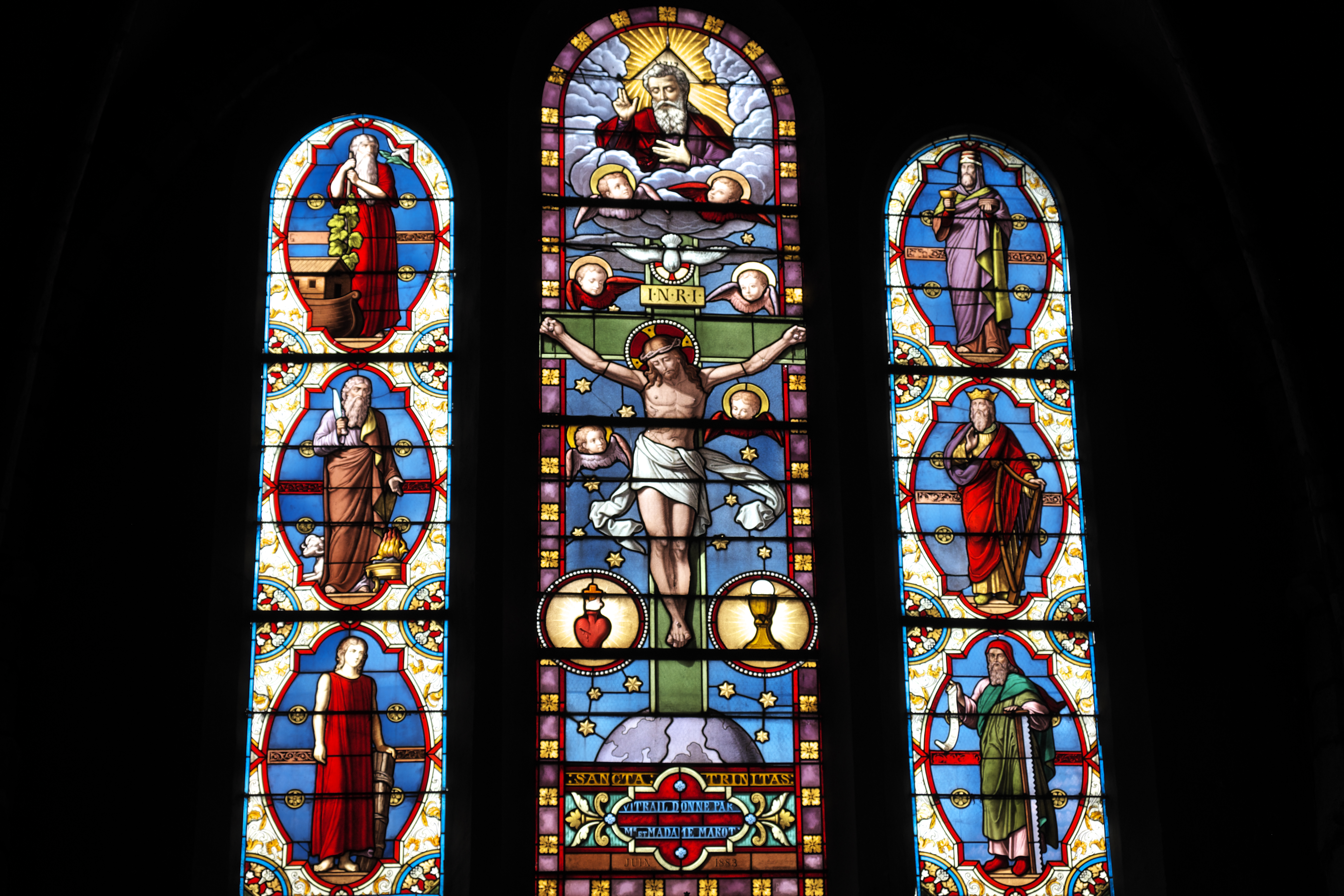
Chorfenster

Das Bleiglasfenster im Chor stellt auf der mittleren Lanzette die Dreifaltigkeit dar, oben Gottvater, in der Mitte die Taube des Heiligen Geistes und unten Jesus Christus am Kreuz. In den Medaillons der linken Lanzette sind oben Noah mit der Arche, in der Mitte Abraham, der an der Stelle seines Sohnes Isaak einen Widder opfert, und unten Isaak dargestellt.  Auf der rechten Lanzette sind oben Melchisedech mit Brot und Wein zum Gedenken an die Einsetzung des Abendmahls dargestellt, in der Mitte König David mit seiner Harfe und unten der  Prophet Jesaja, der ein Spruchband in der Hand hält mit der Inschrift ECCE VIRGO CONCIPET (diese Jungfrau wird empfangen), die Säge verweist auf sein Martyrium. Im unteren Feld sind die Namen der  Stifter des Fensters und die Jahreszahl 1883 eingeschrieben.

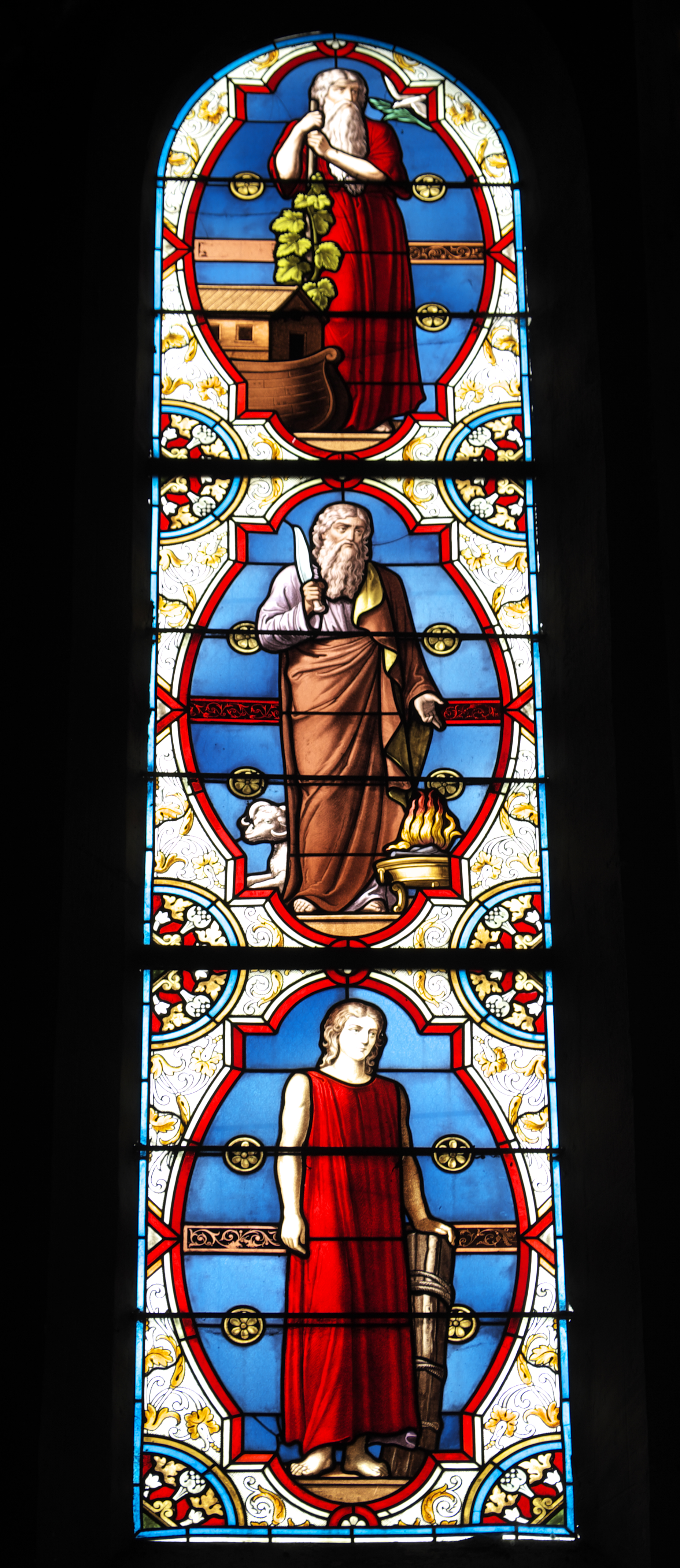
Noah, Abraham, Isaak
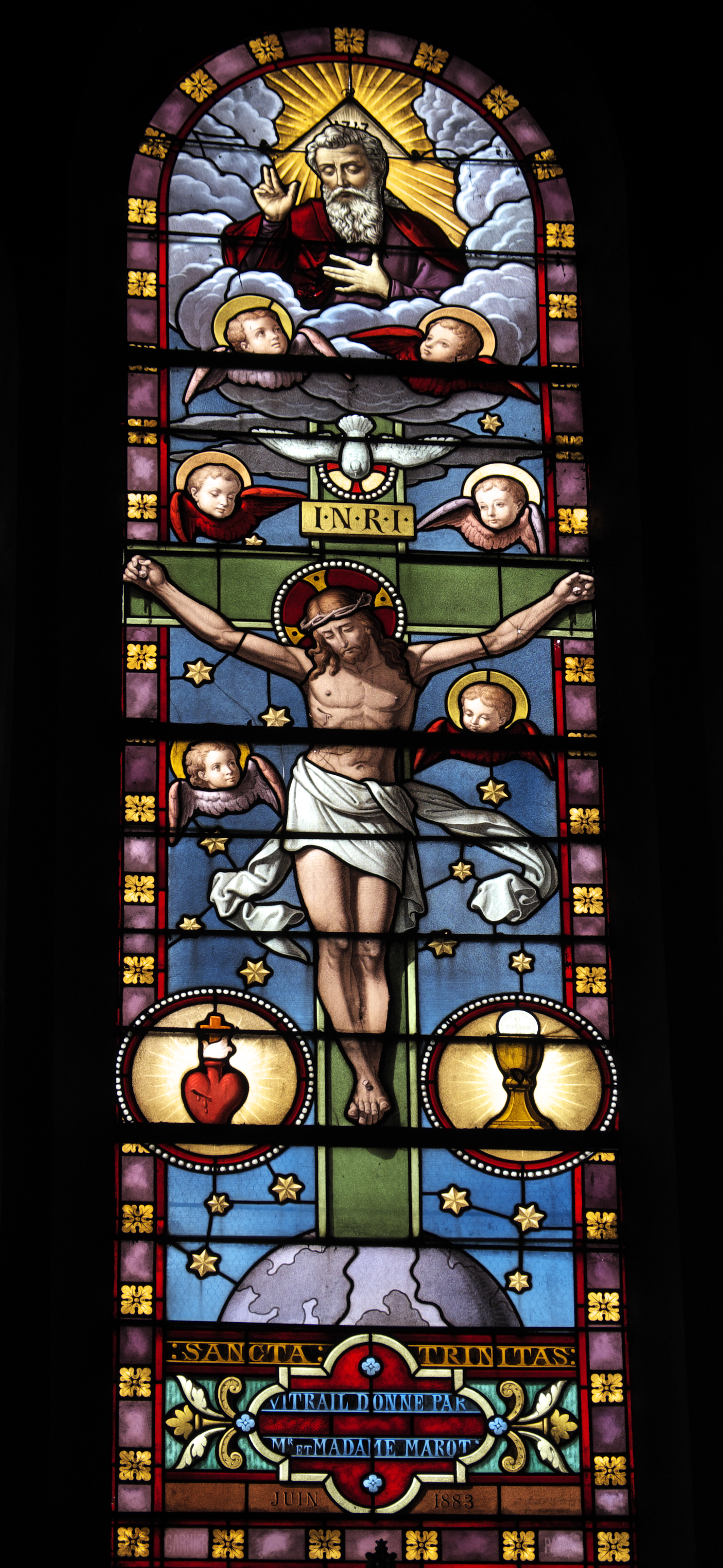
Dreifaltigkeit
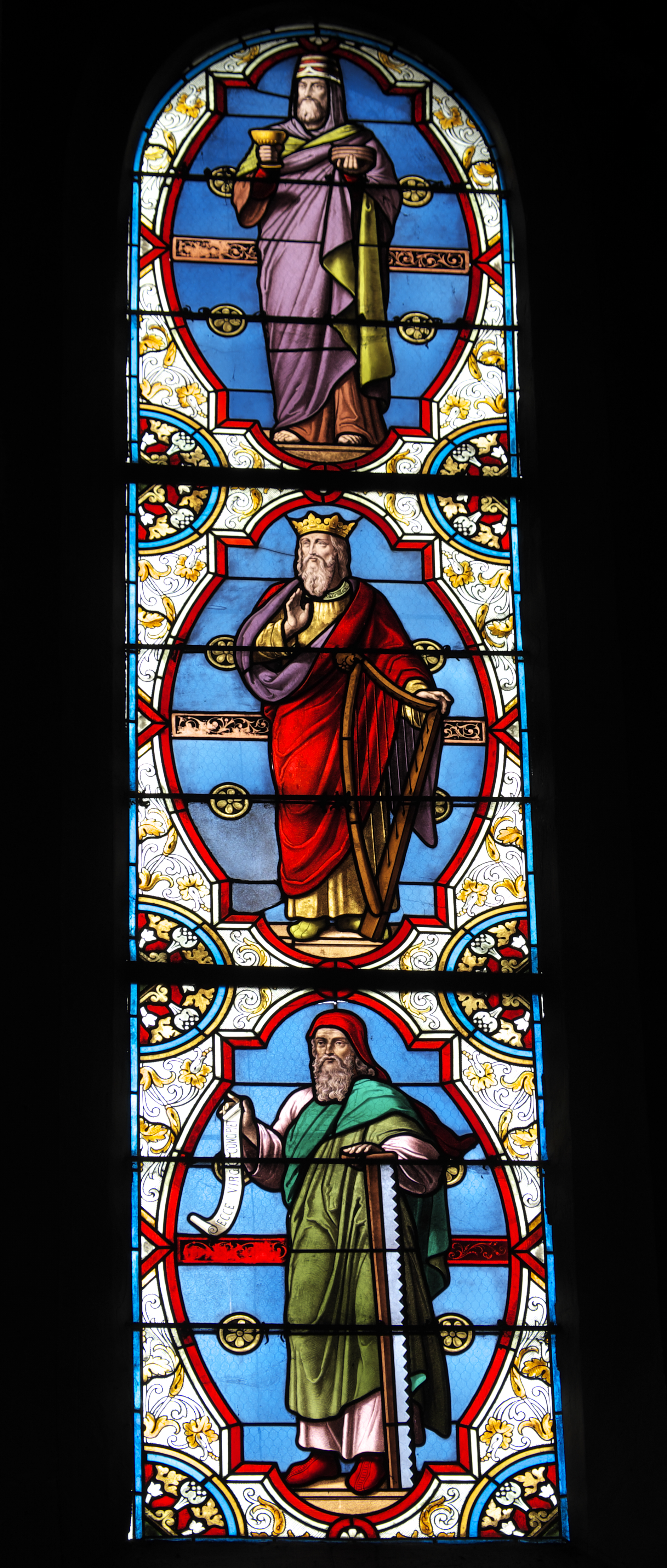
Melchisedech, König David, Jesaja

Ein Fenster im Langhaus mit der Darstellung der Schlüsselübergabe an Petrus weist ebenfalls den Namen des Stifters und die Jahreszeit 1879 auf. Weitere Fenster stellen die Taufe Jesu, den Verlorenen Sohn, die heilige Katharina mit Schwert und Rad, Maria Magdalena, den heiligen Joseph, die Madonna mit Jesuskind und die Marienerscheinung in Lourdes dar.

## Weitere Ausstattung

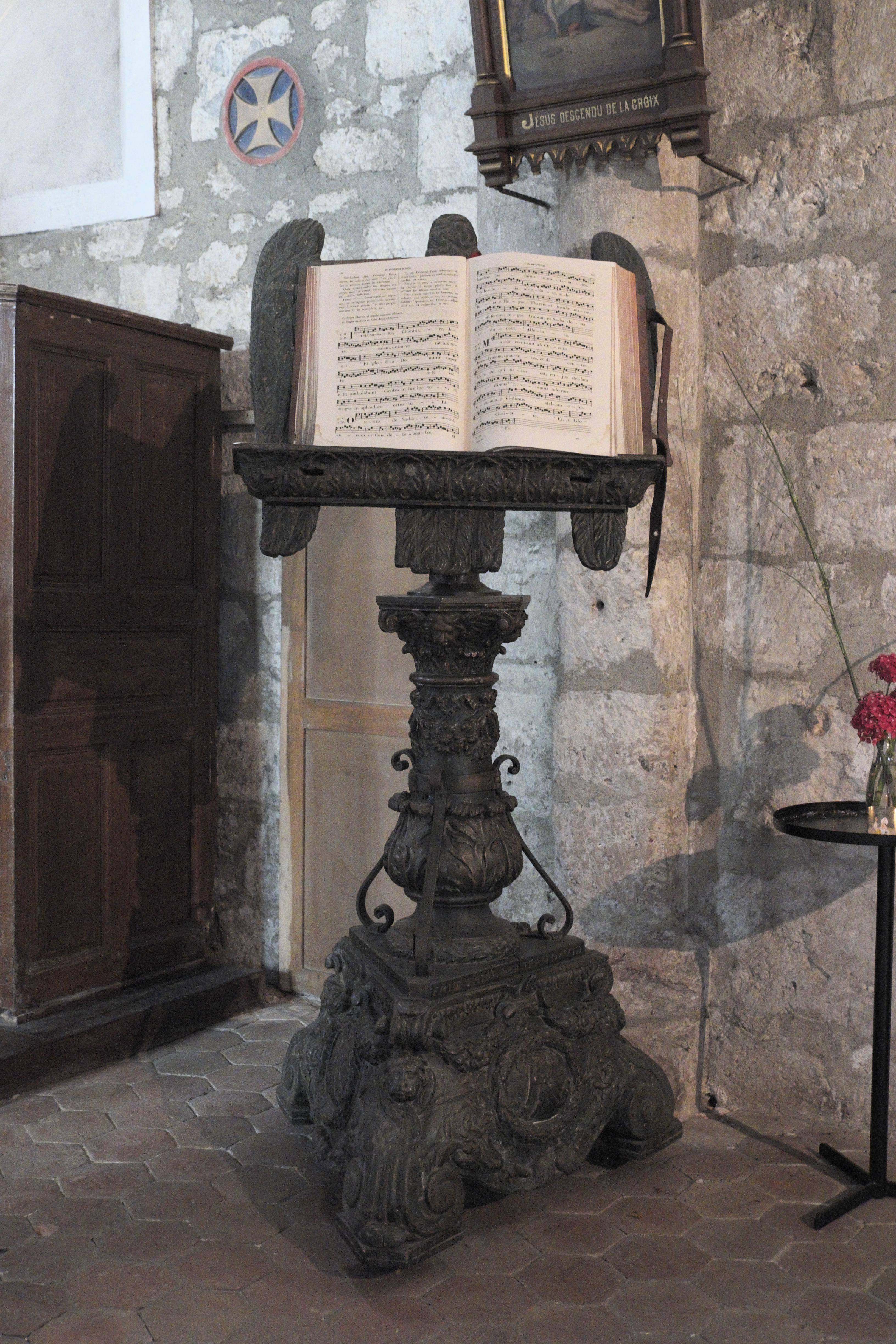
Adlerpult

- Ein Teil der Kirchenbänke, die noch mit den metallenen Kirchstuhlschildern versehen sind, stammt  aus dem 19. Jahrhundert.[2]
- Die Figuren der beiden Schutzpatrone Petrus und Eutropius werden ins 17. Jahrhundert datiert.[3]
- Das aus Eichenholz geschnitzte Adlerpult stammt ebenfalls aus dem 17. Jahrhundert.[4]
- Die Skulptur des Johannes des Täufers wurde im 16. Jahrhundert ursprünglich für einen Altar geschaffen.[5]